# Stanisław Batowski Kaczor

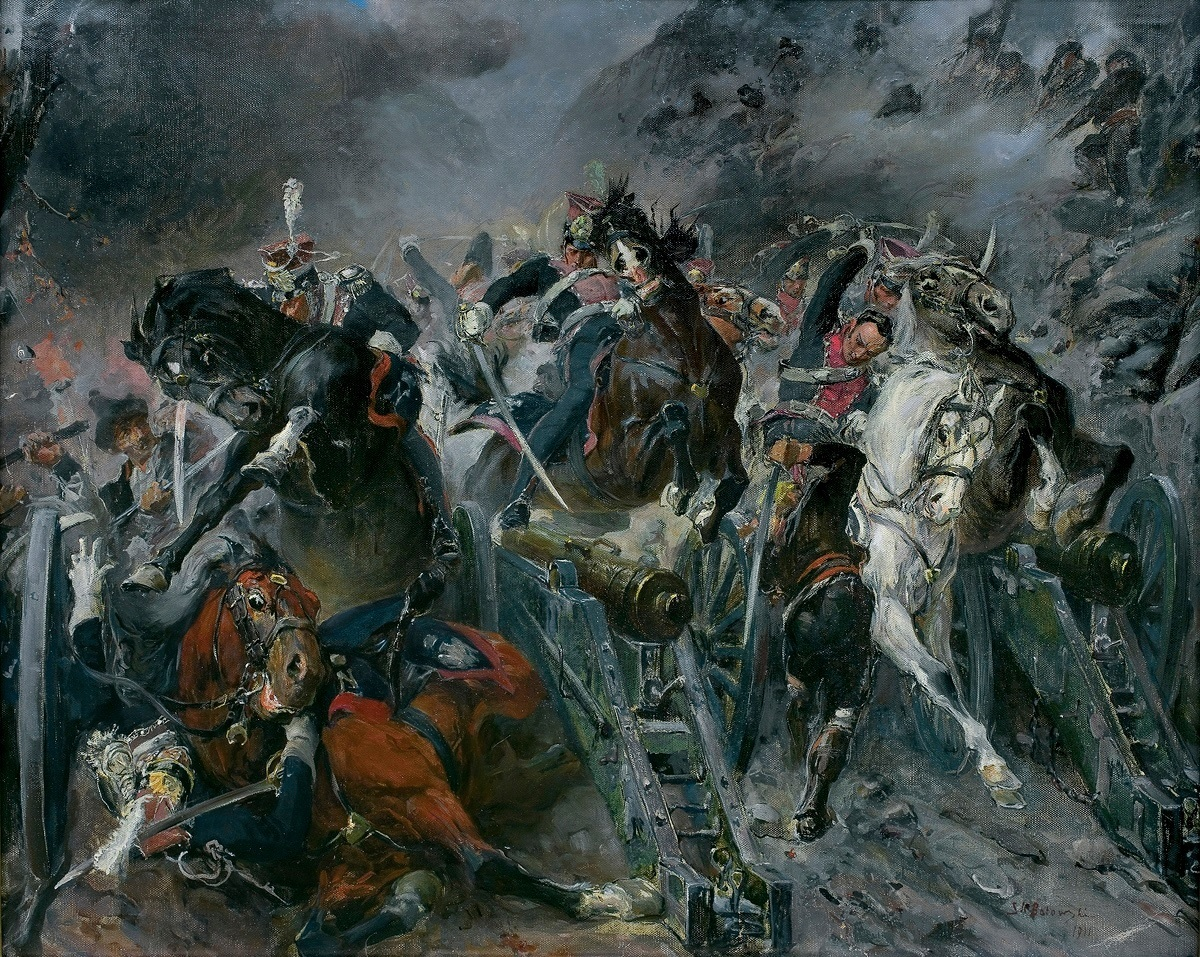
Somosierra z 1911 roku

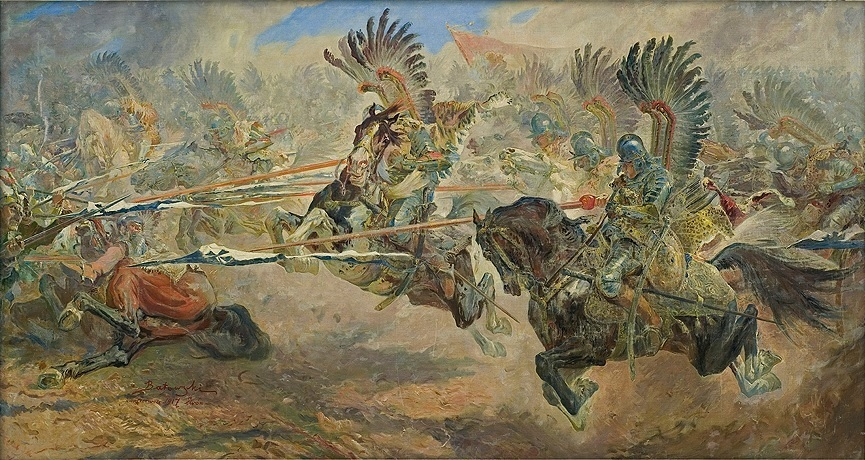
Atak husarii. Chocim z 1917 roku

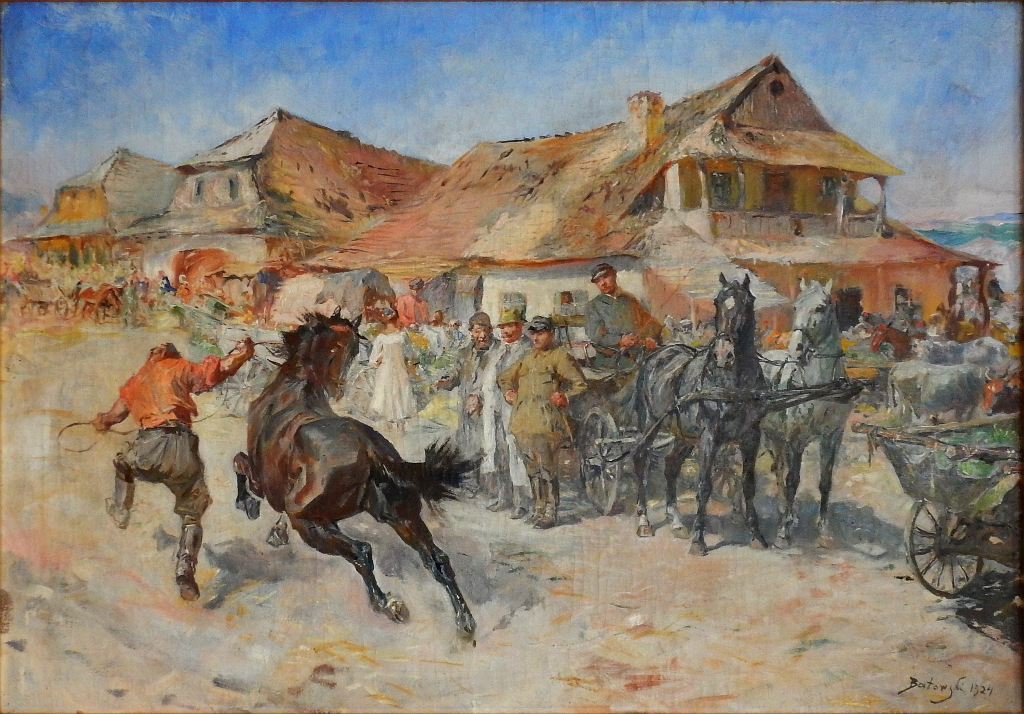
Spłoszony koń z 1924 roku

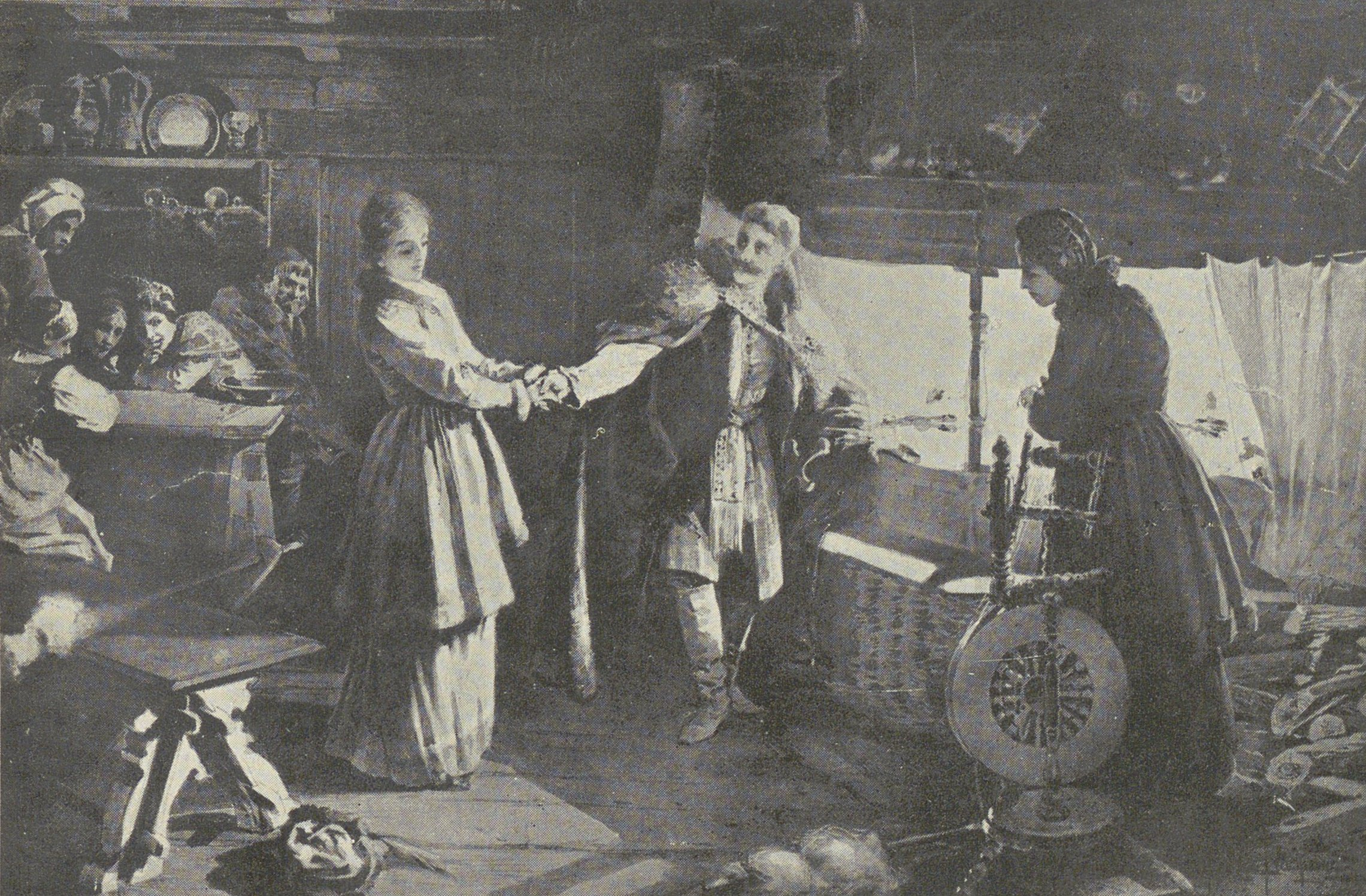
Oleńka i Kmicic – ilustracja do Potopu, 1899

Stanisław Batowski Kaczor (ur. 29 stycznia 1866 we Lwowie, zm. 5 lub 12 maja 1946 tamże) – polski malarz-batalista.

## Życiorys
Urodził się we Lwowie w polskiej rodzinie ziemiańskiej. Był synem Wojciecha i Antoniny. W latach 1883–1885 studiował w krakowskiej Szkole Sztuk Pięknych u Władysława Łuszczkiewicza i Floriana Cynka, a od 18 października 1887 do roku 1889 w monachijskiej Akademii Sztuk Pięknych pod kierunkiem Alexandra Liezen-Mayera. Później mieszkał w Paryżu i w Rzymie. Podróżował do Hiszpanii, Maroka i na Krym. Następnie wrócił do rodzinnego Lwowa, w którym pozostał do końca życia.
We Lwowie był współzałożycielem tamtejszego Stowarzyszenie Artystów Młoda Polska. W latach 1903–1914 prowadził tam własną szkołę malarstwa – Wolną Akademię Sztuki. Malował obrazy historyczne, batalistyczne, a także religijne, był również autorem portretów i pejzaży. Wykonał ilustracje do utworów Juliusza Słowackiego oraz powieści Henryka Sienkiewicza. Zajmował się także malarstwem ściennym. W 1905 r. wymalował kurtynę sceny w sali widowiskowej Domu Polskiego w Czerniowcach, przedstawiającą Sabałę na tle krajobrazu tatrzańskiego. Po wybuchu I wojny światowej w 1914 został członkiem Miejskiej Straży Obywatelskiej we Lwowie (sekcja V w dzielnicy I). W 1902 ożenił się z Ireną Bieńkowską. Był ojcem profesora historii Henryka Batowskiego. Zmarł 5 lub 12 maja we Lwowie.
W willi malarza we Lwowie przy ulicy Iwana Franki (dawniej Ponińskiego) mieści się aktualnie polski konsulat.

## Ordery i odznaczenia
- Złoty Krzyż Zasługi (9 listopada 1931)[6][7]
- Komandoria Orderu Korony Jugosłowiańskiej (1933)[8]

## Wybrana twórczość
- „Widok Lwowa” z 1898 r.
- „Atak husarii pod Wiedniem” z 1912 r.
- „Atak husarii polskiej pod Chocimiem” z 1929 r. o powierzchni 24 m kw. – największy spośród wszystkich
- „Polskie Termopile” (przedstawiający walkę polskich żołnierzy przeciw bolszewikom w Zadwórzu pod Lwowem)
- "Matka Boża Królowa Korony Polskiej" dla kościoła w Kałuszu[9]
- „Obrona Lwowa za wstawiennictwem świętego Jana z Dukli”
- „Śmierć Pułaskiego pod Savannah”, 1940